# Fru Freud och jag
Fru Freud och jag - en historia om begär är en utvecklingsroman skriven av Anna Lytsy och utgiven på Normal förlag 2009.

## Handling
Boken handlar om en ung kvinna som efter flera år i ett destruktivt förhållande med konstnären Leo Lycke Lind söker sig till en psykoanalytiker, med anledningen att hennes liv inte känns verkligt. Bokens jag besöker sedan psykoanalytikern, fru Freud, fyra timmar i veckan under sju års tid. Under den perioden träffar hon även Nika, en fotograf på tidningen där hon arbetar som journalist. Hon faller handlöst i förälskelse med Nika, men försöker trots detta göra allt för att förälskelsen med henne ska gå över, Leo är ju hennes själsfrände, den som kompletterar henne och gör henne till kvinna. Situationen blir inte enklare när hon en dag upptäcker att hon är med barn.

## Om boken
Boken är Lytsys fjortonde bok och hennes andra roman. Delar av boken är självupplevda, men författaren lägger tyngd på att det ändå rör sig om en roman. Lytsy har själv under flera års tid gått i psykoterapi och sedan sju år lever Lytsy tillsammans med en kvinna. De träffades när Anna fortfarande gick i psykoanalys.

## Kritik
Filippa Mannerheim skrev i Bibliotekstjänst att få svenska romanförfattare undantaget Anna Lytsy lyckas med konsten att skildra en så angelägen historia utifrån ett starkt berättarjag.
Magnus Utvik i Gomorron Sverige kallade boken för Ett fantastiskt lustmord på en självupptagen man och belönade den med fyra poäng av fem. Vidare skriver han att Den har någonting som är väldigt bra... om hur man kan växa från ett destruktivt förhållande och gå ut till någonting som är nytt och bättre... den talar också om psykoanalysen och hur viktig den kan vara, men också svår.
Cecilia Nelson i Göteborgs-Posten menade att Lytsy bok är viktig då den ställer viktiga frågor om hur kön och begär betraktas inom dagens psykoanalytiska praktik.